# Salomé (filme de 1953)
Salomé (em inglês:  Salome) é um filme estadunidense de 1953, dirigido por William Dieterle, com música de George Duning e coreografia de Valerie Bettis.

## Sinopse
Salomè, casta e pura, chega a Jerusalém e se enamora de um centurião romano, que é braço direito de Pôncio Pilatos. Ela dança para o tetrarca, Herodes Antipas, tentando salvar João Batista, ainda que o resultado seja justamente o oposto.
A produção utilizou boa parte do set de Quo Vadis (1951).

## Elenco
- Rita Hayworth ... Salomé
- Stewart Granger ...  Claudius
- Charles Laughton ... Herodes Antipas
- Judith Anderson ... Herodias
- Sir Cedric Hardwicke ... Tibério César
- Alan Badel ... João Batista
- Basil Sydney ...	Pôncio Pilatos